# Jeannette Piccard
Pour les articles homonymes, voir Piccard.
Jeannette Piccard , née Jeannette Ridlon le 5 janvier 1895 à Chicago et morte le 17 mai 1981 à Minneapolis, est une aéronaute.

## Biographie
Jeannette Piccard naît le 5 janvier 1895 à Chicago.
Elle est une pionnière de la montgolfière à haute altitude.
En 1934, lors d'un vol en ballon en compagnie de son époux, Jean Piccard, ils battent le record de hauteur en atteignant 17 500m, et Jeannette devient la première femme à atteindre la stratosphère.
Jeannette Piccard meurt le 17 mai 1981 d'un cancer au Masonic Memorial Hospital de Minneapolis à l'âge de 86 ans.